# 조 스트러머
존 그레이엄 멜러(John Graham Mellor, 1952년 8월 21일 ~ 2002년 12월 22일) 또는 조 스트러머(Joe Strummer)는 영국의 음악인이다. 펑크 록 밴드 더 클래시의 창립자. 더 클래시의 폭발적인 정치적 가사와 음악적 실험, 반항적 태도는 록 음악 전체에 걸쳐 특히나 얼터너티브 록에 지대한 영향을 끼쳤다.
스트러머는 더 클래시 외에서도 활발히 활동하였는데 더 101ers, 라티노 로커빌리 워, 더 메스칼로스, 더 포구스, 기타 솔로 커리어가 이에 해당한다. 음악가로서의 성공에 힙입어 음악 외의 활동에도 주목하였는데 여기에는 텔레비전 프로나 영화의 사운드트랙 작곡과 라디오 프로의 진행자가 해당된다. 2003년 1월 더 클래시와 함께 로큰롤 명예의 전당에 헌액되었다. 스트러머를 기리기 위하여 스트러머의 친구들과 가족은 조 스트러머 재단을 설립했으며 전 세계의 음악인들과 프로젝트에 힘을 보태고 있다.